# 德西斯拉娃·博日洛娃
德西斯拉娃·瓦西列娃·博日洛娃（1992年10月16日—），保加利亚斯诺克裁判，执裁世界斯诺克巡回赛。